# Saint-Jean-de-la-Croix
Saint-Jean-de-la-Croix är en kommun i departementet Maine-et-Loire i regionen Pays de la Loire i nordvästra Frankrike. Kommunen ligger i kantonen Les Ponts-de-Cé som tillhör arrondissementet Angers. År 2022 hade Saint-Jean-de-la-Croix 225 invånare.

## Befolkningsutveckling
Antalet invånare i kommunen Saint-Jean-de-la-Croix
| Referens: INSEE |